# کایلی شیبا
کایلی شیبا (ژاپنی: 新保 海鈴؛ زادهٔ ۱۶ اوت ۲۰۰۲) بازیکن فوتبال اهل ژاپن است.
از باشگاه‌هایی که در آن بازی کرده‌است می‌توان به باشگاه فوتبال سرزو اوساکا اشاره کرد.